# Fixvej
Fixvej er en lille vej i Næstved Markkvarter beliggende mellem Næstved Station og Kildemarksskolen, tæt ved Kilden, som efter sigende havde helbredende kræfter. I dag er det navnet på en daginstitution der ligger på stedet.
Fixvej har fået navn efter Emil Theodor Fix (1838 – 1891) i 1900, sandsynligvis fordi vejen blev anlagt på hans strimmel af bymarken.
Emil Theodor Fix havde sin forretning i Fixhus (nu Danica-gården) på Axeltorv.
På hjørnet mellem Sterkelsvej og Fixvej ligger arkitektfirmaet Claes Nordsted, der har tegnet Næstved Byrådssal i Næstved Rådhus. Fixvej 14 lægger hus til Sportsfiskerklubben Næstved.

## Historie
Fixvej ligger umiddelbart uden for Næstveds historiske bykerne øst for Næstved station og tilhører byens ældste forstadsområder. Den blev udlagt som villavej med enfamilieshuse med have på begge sider. Nærheden til stationen fik ingen indflydelse på vejens udformning eller bebyggelse.
Området var forinden bebyggelse en del af Næstved købstads markjorder, hvilke var inddelte i tilnærmet øst-vest-orienterede rektangulære parceller, og denne parcelinddeling kom til at præge den senere bebyggelse. Vejen kom til at gå midt igennem parcel nr 103 på den lange led, og villagrundene blev udstykkede med længderetningen vinkelret på vejen fra denne til parcelskel bortset fra villaparcellerne i begge ender, der blev udstykkede parallelt med vejen i tilknytning til tilsluttende veje, Grønvej ved stationen og Sterkelsvej mod øst.
Næstveds senere byudvikling har ikke fået nogen betydning for vejens karakter eller funktion.

## Lokalplan
Fixvej er omfattet af lokalplan 016, der udlægger området til blandet bolig og erhverv.

## Bebyggelse
Fixvej er bebygget med enfamilieshuse (villaer), de fleste beliggende ud mod vejen med have bagved.

## Venskabsgade-aftale
Venskabsaftale: Fixvej er nok mest "kendt" for sin gadeaftale med en gade beliggende i Næstveds venskabsby Sopot, Polen. Gadeaftalen er blev indgået i oktober 2002, og går ud på at de to gader, Fixvej og Obroncow Westerplatte, besøger hinanden til deres vejfester. Fixvej har vejfest i august, og Obroncow Westerplatte afholder deres i juni. Aftalen er underskrevet af Rolf Murhart fra vejen (nr. 1) i Næstved og Maciej Wolowicz fra vejen (nr. 32) i Sopot.
I aftalen står der: Venskabsgade-aftalen har kun et kulturelt formål samt at give de to gaders beboere muligheden for at deltage i hinandens årlige gadefester – Obroncow Westerplatte (juni) og Fixvej (august).
Ved Fixvejs gadefester opretter børnene på vejen små stande, hvor de voksne kommer og bruger penge på de forskellige ting, børnene kan stille op. Blandt de populære er sømslagning, hvor Det Gyldne Søm går fra hus til hus efter hvem der vinder det.
Gadefesten på Fixvej i 2002 havde deltagelse af syv festglade Obroncow Westerplatte-beboere fra polske Sopot. Gruppen besøgte Fixvej i tre dage med blandt andet at tilbyde en halv times George Gerschwin-koncert på en overfyldt Næstved Musikskole. Gruppen fik også tid til københavnertur med besøg på bl.a. Amalienborg, den lille havfrue og Strøget, samt ikke mindst lørdag aften deltagelse i gadefesten på Fixvej.
Året efter deltog Kirsten og Rolf Murhart i Obroncow Westerplattes gadefest.
På Næstved Rådhus befinder det fysiske bevis sig i glas og ramme mellem de to byers venskabsgade-aftale, overrakt borgmester Henning Jensen ved en lille ceremoni i byrådssalen på Næstved Rådhus i 2002. Tilsvarende aftale befinder sig også på Rådhuset i Sopot.